# Convento das Madelonnettes
As "Madelonnettes" (em tradução livre "Madalenazinhas") era a denominação popular da Ordem das Filhas de Maria Madalena, que contou com inúmeros estabelecimentos na França e Europa . O mais conhecido entre eles é o de Paris que foi convertido em prisão quando da Revolução Francesa. 

## Localização
Atualmente, as "Madelonnettes " estariam situadas no quadrilátero compreendido entre o nº 6 da Rua des Fontaines du Temple (onde ainda existe um pedaço de parede) e a Rua du Vertbois no III Arrondissement de Paris.

## Origem
Sua origem remonta a 1618, quando um comerciante de vinhos, Robert de Montry, tentando dar uma lição de moral às prostitutas que o haviam interpelado, decide por fim conduzi-las ao caminho do bem abrigando-as em casa.
Com a ajuda de M. Du Pont, cura da Igreja Saint-Nicolas des Champs, do padre capuchinho Athanase Molé e de um oficial da Guarda do Rei, M. de Fresne (por sinal, amigo de São Vicente de Paula, ele consegue estender sua obra de caridade a outras prostitutas.  
Rapidamente superados por seu sucesso, eles alugam primeiramente alguns quartos no Faubourg Saint-Honoré. A seguir, Robert de Montry emprestará à sociedade uma casa que possuía no bairro da Croix-Rouge. Uma capela é improvisada no local, atendida pelos beneditinos da Abadia de Saint-Germain-des-Prés.

## Fundação
Com o surgimento gradativo da ideia da criação de um verdadeiro convento, apelou-se para o patronato São Vicente de Paula e para a generosidade da Marquesa de Maignelay (nascida Claude-Marguerite de Gondi, irmã de Jean-François de Gondi, arcebispo de Paris) que, em 6 de Julho de 1620, compra do Senhor Dubuisson uma propriedade situada à Rua des Fontaines, entre a Abadia de Saint-Martin des Champs e o terreno do Templo e lega à entidade 101.600 libras de sua herança. 
Em 1625, o Rei Luís XIII de França lhes acorda 3.000 libras de renda. Foi-lhes também acordada uma constituição pelo papa Urbano VIII, em 1631. A maior parte dos edifícios foram construídos em 1637, uma primeira capela foi inaugurada pela Rainha Mãe Ana d'Áustria em 22 de Março de 1648 e depois uma igreja foi erigida no local a partir de 1680 e consagrada em 2 de Setembro de 1685. 

## O Convento
Da generosa reunião de pecadoras escolhendo livremente o caminho da redenção, a entidade evolui insidiosamente para um estabelecimento mais clássico onde eram encerradas por ordem do rei, dos juízes ou simplesmente por solicitação de suas famílias, qualquer mulher ou moça suspeita de má conduta ; o exemplo mais célebre é o da cortesã Ninon de Lenclos, encarcerada nas "Madelonnettes " em 1657 por ordem da Rainha Mãe. Segundo Tallemant des Réaux, ela aí não permaneceu por muito tempo tão forte era a pressão de seus admiradores que se atropelaram ao redor do convento para reclamar sua libertação. Um bom número delas provinha de famílias abastadas que pagavam por sinal uma avultada pensão.
Assim, foi necessário fortalecer a hierarquia que foi confiada sucessivamente: 
- em 1629, a 4 Irmãs da Visitação de Santo António;
- em 1677 às Ursulinas;
- e finalmente em 1720, às religiosas de Saint-Michel, conhecidas por seu pulso.

Conta-se então com 165 pensionistas, organizadas em 3 categorias:
- as irmãs de Santa Madalena propriamente ditas, tendo pronunciado seus votos solenes, em hábito branco;
- as irmãs de Santa Marta, tendo pronunciado votos simples, em hábito cinza. Estas podiam ascender à ordem de Santa Madalena após 2 anos de noviciado ;
- as irmãs de São Lázaro, que não haviam pronunciado seus votos e que eram geralmente retidas contra sua vontade, em hábito secular mas com o rosto dissimulado por um véu de tafetá negro.

Elas estavam repartidas por três prédios distintos.
Durante a Revolução Francesa, na sequência do decreto da Assembleia Nacional de 13 de Fevereiro de 1790, abolindo as ordens religiosas, foi feito um último inventário dos bens e rendimentos em 17 de Março do mesmo ano. As religiosas só foram dispensadas progressivamente, já que uma superiora e uma administradora ainda foram nomeadas em 21 de Março de 1791.

## A Prisão
O Convento das Madelonnettes, fechado em 1790, foi convertido em prisão em 1793.
Nesse ano, com o recrudecimento das prisões afetadas pela instauração do "Terror", os edifícios tornaram-se local de detenção para homens presos tanto por motivos políticos como comuns. Os primeiros prisioneiros foram encarcerados em 4 de Abril, sob a direção do comissário Marino e do zelador Vaubertrand. O ritmo acelerou-se a partir de Maio (até a marca de 47 detentos por dia), levando a uma superpopulação do estabelecimento previsto para abrigar 200 pessoas e que contava com 319 no 27 Messidor. 
Entre eles misturavam-se os presos por crimes comuns, conhecidos por "pailleux" ("os da palha", por dormirem sobre ela), e pessoas de diversas origens geralmente colocadas na prisão como "suspeitas".
O tom de convivência era o de companheirismo ; improvisavam-se poemas, cantava-se, fazia-se música ou ginástica, sob a vigilância da guarda. Apesar de tudo, o regime era penoso em razão da insalubridade e da exiguidade dos aposentos. 
O Comissário Marino proibia toda a saída para os pátios com o pretexto que a detenção era apenas provisória, à espera de transferência para ontros locais. A promiscuidade favorecia a proliferação de doenças infecciosas, com a varíola que fez muitas vítimas
 No final de Dezembro de 1793 os detentos políticos foram distribuídos entre as prisões de Port-Libre, de Picpus, de Saint-Lazare e outras e os presos comuns, os « pailleux », foram enviados para Bicêtre.
No início de 1794, voltando a seu primeiro objetivo, torna-se uma prisão para mulheres detidas por crimes, delitos ou dívidas e para jovens aprisionadas pelos pais, para corrigi-las. Em 1828, as prostitutas da "Petite Force" foram tranferidas para cá, seguidas, em 1831, pelas detentas de Sainte-Pélagie.
Em 1836, todas as detentas foram transferidas para as Prisões de la Roquette e as "Madelonnettes " tornaram-se uma casa de detenção para homens, sucursal da Prisão de la Force. Em 1848, um bom número de políticos aí se alojaram. Em 1868 a prisão foi finalmente demolida e substituída pela Prisão de la Santé.

## Detentos célebres
Dentre os "suspeitos" podemos citar : 
- 13 atores (as atrizes foram encarceradas em Sainte-Pélagie) do "Théâtre-Français" que permaneceram fiéis à Monarquia, presos na noite de 2 de Setembro de 1793 após a apresentação da peça "Pamela" de Nicolas-Louis François de Neufchâteau, considerada subversiva. Entre eles :
  - Fleury
  - Dazincourt
  - François Molé
  - Charlotte Vanhove
  - Saint-Prix
  - Saint-Fal
- os administradores do Antigo Regime :
  - Louis Thiroux de Crosne (último chefe de polícia),
  - Anne Gabriel de Boulainvilliers ; último prefeito de Paris,
  - Jean-Frédéric de La Tour du Pin Gouvernet, Ministro da Guerra em 1781,
  - o abade Jean-Jacques Barthélemy, da Academia Francesa,
  - Etienne-Xavier Poisson de la Chabeaussière, antigo diretor da Ópera Nacional de Paris,
  - o general Arthur Dillon,
  - o general René Joseph de Lanoue,
  - Jean-Baptiste de Machault d'Arnouville (antigo ministro que morre nesta prisão aos 93 anos),
  - Charles-Pierre Claret de Fleurieu (antigo Ministro da Marinha),
  - Angrand d’Alleray, chefe civil do Grand Châtelet, 78 anos, guilhotinado
  - o coronel da cavalaria Sabran
  - Lecoulteux de Canteleu, ex-deputado dos Estados Gerais
  - Saint Priest, irmão de François-Emmanuel Guignard de Saint-Priest, ex-Ministro do Interior de 1789
- diversos revolucionários como Jean-François Varlet
- o Marquês de Sade
- o poeta Sébastien-Roch Nicolas de Chamfort : aprisionado uma primeira vez, foi liberado, tentou suicidar quando de sua segunda detenção e morreu de seus ferimentos.
- Nicolas Appert em 1794

## A prisão durante o século XIX
Pouco a pouco esvaziada após os acontecimentos do Termidor, as "Madelonnettes" reabriram como prisão feminina em 1795 (como anexo à Prisão de Saint-Lazare) até Abril de 1831. 
Para ilustrar o número e diversidade das detentas, eis sua distribuição : 
- em 1818

1. Mulheres em prisão preventiva : 80
2. Mulheres presas por dívidas : 8
3. Condenadas à reclusão : 183
4. Moças internadas por correção marital ou paterna : 8

- em 14 de Setembro de 1829 (após a transferência feita em 1828 das detentas da "Petite Force")

1. Condenadas a trabalhos forçados perpétuos : 3
2. Recusas : 1
3. Condenadas correcionais : 20
4. Mulheres públicas detidas administrativamente : 535

num total de 589, com idades de 13 à 60 anos, onde a maioria tinha entre 20 e 30 anos.

Para não perder tal força de trabalho, foram criadas oficinas ; 
219 das detentas foram relocadas em trabalhos de lavanderia, tecelagem e engomagem, enquanto 86 permaneceram desocupadas, 86 na enfermaria das doentes com sífilis, 54 na das febrís e 11 na das com sarna.
 
Tais condições de detenção levaram mais de uma ao suicídio.

Os edifícios foram novamente esvaziados na sequência da Revolução de 1830 e transformados em prisão infantil, de 8 de Agosto de 1831 até 11 de Setembro de 1836 (quando foi inaugurada a Prisão Especial de la Petite Roquette). Em 1833, 300 crianças estavam registradas como detidas. 

Temporariamente sucursal da Prisão de la Force, em 1º de Janeiro de 1838 esta prisão torna-se uma casa de detenção (ou seja, lugar de detenção provisória) para adultos e crianças, divididos, a partir de 1842, em 8 categorias, segundo a idade e a gravidade de seus crimes. Os prédios foram reformados para isolar os grupos uns dos outros. A tradição das oficinas perpetuou-se (alfaiates, sapateiros, chaveiros, marceneiros, etc.). Outra tradição foi mantida ; o crescimento da população carcerária foi vertiginoso : de 240 em 1842 à 442 em 1845.  

## O fim
Os edifícios foram destruídos em 1865-66, para abrir passagem para a Rua de Turbigo (cujos trabalhos foram fotografados por Charles Marville em 1865). O atual Liceu Turgot ocupa parte do terreno.